# Schoeneck, Pennsylvania
Schoeneck är en ort i Lancaster County i delstaten Pennsylvania, USA.